# Gforge
GForge est un système de gestion de développement collaboratif de logiciels. Il fournit une interface unifiée à une série de logiciels serveur et intègre plusieurs applications à code source ouvert.
L'un des principaux programmeurs de SourceForge a commencé une réécriture basée sur la dernière version CVS connue de SourceForge. Cette réécriture intègre également le travail d'empaquetage et d'automatisation qui avait été précédemment fait sur le projet Debian-Sourceforge, ce qui permet une installation grandement facilitée par rapport au code initial de SourceForge. De nouvelles fonctionnalités ont été ajoutées et le développement libre a continué sur cette base.
Une nouvelle version baptisée GForge AS a été mise à disposition, et propose une installation simplifiée et des fonctionnalités supplémentaires. Celle-ci n'est cependant plus libre, et le code n'est plus modifiable.
La version libre du logiciel n'est plus supportée par le GForge Group ; elle a longtemps été seulement maintenue par des volontaires extérieurs (mais toujours sur le site gforge.org). En février 2009 ces quelques développeurs de GForge ont repris le développement de l'ancien code opensource sous le nom de FusionForge, avec notamment pour but de redynamiser le développement.
À noter l'existence d'une autre branche dérivée de SourceForge appelée Savannah, logiciel officiel GNU, qui offre donc une certaine pérennité au statut de logiciel libre.